# Wilhelm Dörpfeld

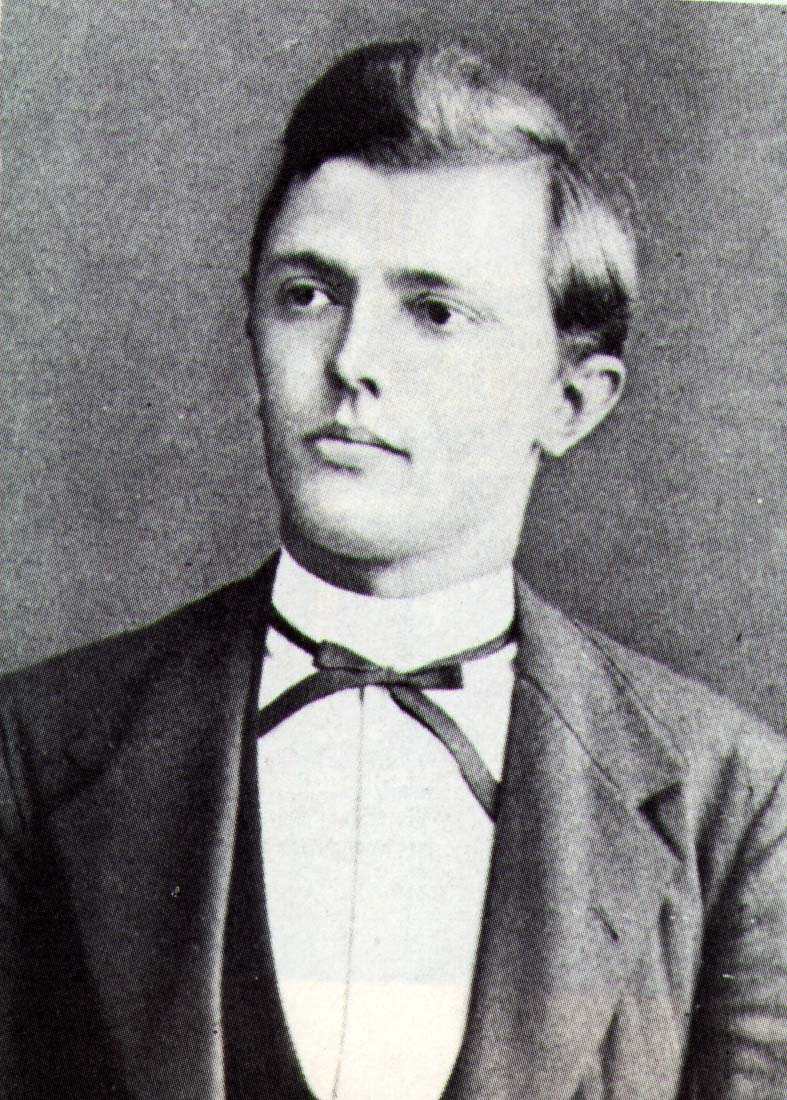
Wilhelm Dörpfeld

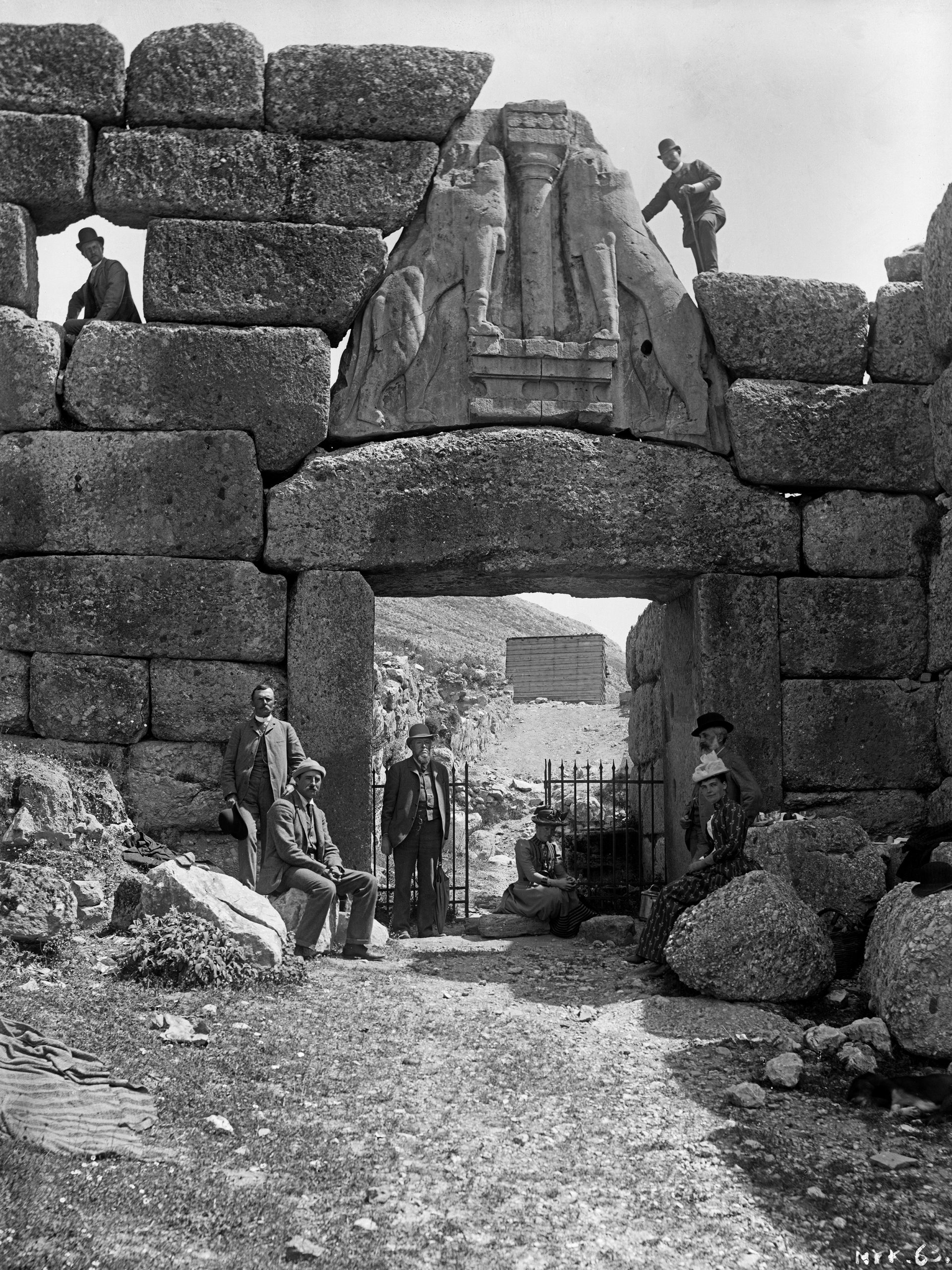
Schliemann i Wilhelm Dörpfeld przy Lwiej Bramie w Mykenach podczas wykopalisk

Wilhelm Dörpfeld (także spotyka się pisownię Doerpfeld; ur. 26 grudnia 1853 w Barmen w Niemczech, zm. 25 kwietnia 1940 w Leukas w Grecji) – niemiecki archeolog, znawca architektury starożytnej Grecji.
Był synem znanego niemieckiego pedagoga Friedricha Wilhelma Dörpfelda. W latach 1873–1876 studiował w Akademii Architektury w Berlinie pod kierunkiem Friedricha Adlera, którego córkę później poślubił.
W 1877 roku został wysłany przez Adlera do Grecji w celu wzięcia udziału w wykopaliskach w Olimpii. Tam opracował metodę datowania starożytnych stanowisk archeologicznych, opartą na analizie warstw, w których obiekty zostały odnalezione, i na typie materiałów budowlanych użytych do ich wzniesienia. W latach 1878–1886 brał udział w wykopaliskach w Pergamonie, przyczyniając się do odsłonięcia ruin starożytnego miasta oraz odkrycia Wielkiego Ołtarza Zeusa (pergamońskiego ołtarza).
Jedną z osób, które były pod wrażeniem jego metod pracy był Heinrich Schliemann, wówczas bardzo krytykowany przez środowisko naukowe za dyletantyzm metod swojej pracy. Schliemann zaprosił Dörpfelda do asystowania przy wykopaliskach w Troi. Dörpfeld rozpoczął tam pracę w 1882 roku, zajmując się identyfikacją warstw i ogólną organizacją wykopalisk. Skorygował jednocześnie wiele z wcześniejszych wniosków Schliemanna. Brał udział w wykopaliskach w Mykenach, a w 1884 roku wziął udział wykopaliskach Schliemanna w Tirynsie.
Od 1886 roku uczestniczył w wykopaliskach na Akropolu ateńskim. W latach 1887–1912 był dyrektorem ateńskiego oddziału Niemieckiego Instytutu Archeologicznego. W 1896 roku wydał dzieło Das griechische Theater, pierwszą pracę analizującą konstrukcję teatru greckiego. Pomimo przejścia na emeryturę poświęcał wiele czasu na polemiki i krytykę wizji innych archeologów. Jeszcze w połowie lat 30. XX wieku brał udział w debatach.
Zmarł na wyspie Leukas, która stała się jego domem i która, jak wierzył, była legendarną Itaką Homera.

## Dzieła
- Das griechische Theater, 1896,
- Troja und Ilion, 1902,
- Olympia in römischer Zeit, 1914 (Digitalisat),
- Alt-Olympia, 2 Bände, 1935,
- Alt-Athen und seine Agora, 2 Bände, 1937–39.